# رودريغو لوبيز (لاعب كرة قاعدة)
رودريغو لوبيز (بالإسبانية: Rodrigo López)‏ هو لاعب كرة قاعدة مكسيكي، ولد في 14 ديسمبر 1975 في تلانيبانتلا دي باز في المكسيك.

## وصلات خارجية
- رودريغو لوبيز على موقع دوري كرة القاعدة الرئيسي (الإنجليزية)
- رودريغو لوبيز على موقعبيزبول رفرنس.كوم (الدوري الرئيسي) (الإنجليزية)
- رودريغو لوبيز على موقعبيزبول رفرنس.كوم (الدوري الثانوي) (الإنجليزية)
- رودريغو لوبيز على موقع إي إس بي إن.كوم (أم.أل.بي) (الإنجليزية)
- رودريغو لوبيز على موقع مشجعي الرسوم البيانية (الإنجليزية)